# اولگا کارمونا

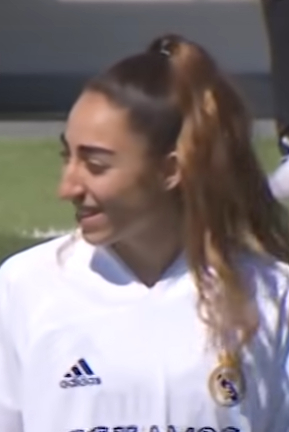
اولگا کارمونا (۲۰۲۱)

اولگا کارمونا گارسیا (اسپانیایی: Olga Carmona García‎؛ زادهٔ ۱۲ ژوئن ۲۰۰۰) بازیکن فوتبال اهل اسپانیا است.

## تیم ملی
وی همچنین در تیم‌های ملی فوتبال Spain women's national under-19 football team و زنان اسپانیا بازی کرده‌است.